# Riccardo Rognoni
Riccardo Rognoni (1550 circa – prima del 20 aprile 1620) è stato un teorico della musica, violinista e compositore italiano, primo membro conosciuto di una famosa famiglia creatrice di una delle prime scuole di violino con sede a Milano.